# Celama marmorea
Celama marmorea är en fjärilsart som beskrevs av Talbot. Celama marmorea ingår i släktet Celama och familjen trågspinnare. Inga underarter finns listade i Catalogue of Life.